# 上田城

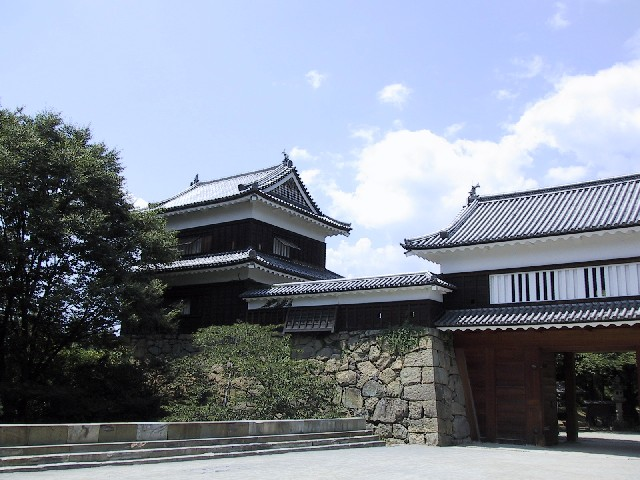
上田城本丸南櫓と東虎口櫓門
（2001年7月撮影）

上田城（うえだじょう）は、長野県上田市二の丸（旧・信濃国小県郡上田）にあった日本の城。なお、現在残っている城は、仙石忠政によって江戸時代初期の寛永年間に再建築城されたものである。

## 概要
上田盆地の北部に位置し、千曲川の分流である尼ヶ淵に面していたので、築城当初は「尼ヶ淵城」と呼ばれることもあった。北に太郎山、南に千曲川があり、築城前は土豪小泉氏の古い城館が存在した(現在、二の丸より西側の小泉曲輪と呼ばれている場所)と伝えられる。城の南側は千曲川に接し、北側と西側に矢出沢川を引き込んで総構えとし、唯一の攻め口である東側にも蛭沢川や湿地帯などがある。
上田城は戦国時代末期、信濃国小県の真田氏館(真田本城)の真田昌幸が真田氏当主であった1583年（天正11年）に築城が開始された平城である。1585年頃に真田氏館などから本格的に拠点を移したと考えられている。天正11年、天正13年、天正18年と何度かの過程を経て築城をされたものである。上田を含む信濃国は、支配していた武田勝頼を甲州征伐で滅ぼした織田信長が本能寺の変で横死した後、天正壬午の乱と呼ばれる争奪戦が行われた。甲州征伐で生き残った真田昌幸は、臣従する相手を次々変えたうえに徳川家康についたが、天正壬午の乱の戦後処理を巡り対立。1585年（天正13年）の第一次上田合戦で攻め寄せた徳川軍を撃退した。
その後に天下人となった豊臣秀吉亡き後に起きた関ヶ原の戦い（慶長5年）で西軍についた真田昌幸は、連動する第二次上田合戦でも東軍別動隊の徳川秀忠軍に立ち向かい、よく防いだ。本戦で西軍が敗れたため、昌幸は紀伊国の九度山に配流され、翌1601年に上田城は徳川軍に破却され、堀も埋められた。
江戸時代には上田藩の藩庁が置かれていた。昌幸の嫡子である真田信之は関ヶ原の戦いで東軍についたため、上田など真田領を安堵されたが、上田城が破却されていたため元々の居城である上野国沼田城を本城とし、上田城三の丸跡地に屋敷を構えて統治を行った。この頃、城下町の整備が行われた。真田信之は江戸幕府に対して元和7年（1621年）に城の再整備・拡張を申請するが却下され、元和8年（1622年）9月には信濃国松代へ転封された。上田には小諸藩より仙石氏が移封された。仙石忠政は破却されたままの上田城の再建を申請し、寛永3年（1626年）から現在の上田城が普請されることとなった。真田氏時代の縄張りをも利用していると推測されているが、徹底破却の後に近世城郭として新たに築城された。本丸には櫓7棟、櫓門2棟、それらを繋ぐ塀が普請された。現在ある本丸の3棟の櫓（南櫓、北櫓、西櫓）など建物の外壁は煤と柿渋で防水した板を用いた下見板張の黒い外観である。二の丸にも櫓や櫓門を再建するため、櫓台なども構築されたが、寛永5年（1628年）4月20日仙石忠政の死により工事は中断され、これ以上の増築は行われないまま、仙石氏の転封および松平氏（藤井松平家）に藩主家が交代し、幕末を迎えた。
明治以降は、破却や城外への移築が行われて城内には石垣と櫓（西櫓）が1棟残るのみであった。昭和期に、移築されていた本丸の櫓2棟が元の位置に再移築され、平成期には櫓門や塀などが木造復元されている。今後、二の丸の土塁の復元や土塀や本丸の解体された4つの櫓と櫓門、土塀も木造復元されることになっている。
現在は旧二の丸内が上田城跡公園になっており、毎年花見の季節(4月上旬)になると、上田城千本桜まつりが行われ、多くの市民や観光客で賑わう。夜には千本桜のライトアップがされ、日本夜景遺産に認定されている。
敷地内には上田市民会館（平成26年（2014年）閉館）、野球場、市立博物館、招魂社などが置かれている。
本丸跡にある真田神社は、上田合戦で「落ちなかった」城であることにあやかり、受験生の祈願も多い。神社境内には古井戸があり、「城外への抜け穴になっていた」との伝説がある。三の丸の藩主居館跡には、松平氏時代の屋敷門と堀が残されている。同地は現在上田高校の敷地として利用され、門は学校の正門として使用されている。

## 構造
本丸を南側に置き、二の丸が本丸の北・東・西を囲み、二の丸と東の大手門の間に三の丸を置く、梯郭式といわれる縄張りとなっている。これは千曲川に接する断崖となっていた南側が最も天然の防御力が強く、当初は天正壬午の乱において後北条氏による上州方面からの、上杉氏による越後方面からの攻撃に対するものであった。翌1584年に真田氏が徳川氏と断交したため、当初は越後方面に予定していた大手（防御正面）を対徳川を想定して東側に変更した。
通常は本丸や二の丸など城の中心に置かれる政務用の建物が、三の丸に置かれているのが特徴である。これは、真田信幸が上田領を継承した際に、上田城は破却されており、城下町に近い三の丸跡地に居館を建てたことに始まる。その後、上田城は仙石氏により再建されたが、不完全なまま終わっている。また、仙石氏の上田城は本丸には本丸御殿はなく土塀、2つの櫓門、7つの櫓が立っていて二の丸には土塀が建っていただけで櫓台はあったが二の丸御殿、櫓、門は建てられなかった。小泉曲輪には建物は建っていなかった。三の丸には中屋敷、上田藩主居館が建っていて藩主は上田藩主居館に住んでいた。このことからも上田城は未完成の城だったことが分かる。
なお、堀底の発掘調査により、真田氏時代の金箔瓦や、菊花文軒丸瓦、金箔鯱の破片などが出土している。現在本丸の一部の堀も含む堀が住宅開発で埋め立てられたこともあって現存する堀は本丸だけである。
上田城に天守はなかった。第一次上田合戦の様子を叙述した山鹿素行の『武家事紀』には、「天淵殿守モ無之小城」との記述が見られ、江戸時代に仙石氏により再建された上田城にも天守はない。ただ第一次上田合戦当時の上田城は未完成とされていることや、寛永年間の作成という絵図には上田城本丸に「御天守跡」と記入されていること、桃山時代のものとみられる金箔を施した軒丸瓦や鬼瓦、鯱瓦の破片などが出土していること、同時期の近隣諸城（小諸城や松本城、高島城）や嫡男真田信幸の沼田城に天守があることなど、いくつかの傍証から真田昌幸時代に三層四階建ての天守が存在した可能性はある（第一次上田合戦から第二次上田合戦後に破壊される間の資料が残されていないため、直接的な証拠はない）。
本丸は東西に延びた長方形だが、その北東の角のみ鬼門を避けるため欠いた構造をしている。

## 城下町
上田城を中心に形成された城下町のうち、北国街道に沿った海野町、原町、横町、柳町、田町、鍛治町、紺屋町が宿場町の機能を担った。海野町には本陣と問屋を兼ねた柳沢家があり、原町には問屋の滝沢家があって、宿役を勤めた。

## 歴史・沿革
- 1583年（天正11年） 上杉氏に対する徳川氏の最前線の基地として、徳川家康の命で築城[3]。
- 1585年（天正13年） 上杉氏により徳川氏に対する基地として増築普請[3]。第一次上田合戦。真田氏が徳川氏の軍を撃退。
- 1590年（天正18年） 大規模な改修が行われる。後に金箔瓦が出土[9]していることから、織豊城郭を意識していたことが窺われる[3]。
- 1600年（慶長5年） 第二次上田合戦。真田昌幸および昌幸の次男の信繁の軍が徳川秀忠率いる東軍を撃退。
- 1601年（慶長6年） 昌幸・信繁父子が紀伊国九度山に配流になり、上田城は徳川氏により破却。東軍についた昌幸の長男の信之は昌幸の旧領（上田領）を引き継ぎ、三の丸跡地に居館（陣屋）を構えた。
- 1616年（元和2年） 真田氏は城下に7か条の領内法度を出した。
- 1622年（元和8年） 真田氏が同国松代に移された。
- 1626年（寛永3年） 上田に移封された仙石忠政により再建が開始されたが、2年後の1628年（寛永5年）忠政の死により城普請は中断され、以降江戸時代で本格的な再建は行われなかった。
- 1871年（明治4年）廃藩置県、東京鎮台第二分営が上田城に設置され、上田城は明治政府に接収された。
- 1873年（明治6年）分営が廃止。
- 1874年（明治7年） 廃藩置県により廃城となった上田城の土地、建物が民間へ払い下げられ、本丸に7棟あった櫓は、一つ（現・西櫓）を残して解体、売却された。このうち2棟は上田市常磐城（新地）にあった遊廓に6円で払い下げられ、一つの建物に連結されて金秋楼と万豊楼として使用された[10][11]。
- 1929年（昭和4年）西櫓内に「徴古館」（上田市立博物館の前身）開館。
- 1934年（昭和9年）本丸と二の丸の大部分が国の史跡に指定される。
- 1941年（昭和16年）移築されていた2棟の櫓が目黒雅叙園に転売されるという話が持ち上がったが、市民の運動によって、翌年、1,800円で買い戻された[11]。
- 1949年（昭和24年）市民によって買い取られた櫓は、現在の北櫓と南櫓の場所に移築復元された[12]。
- 1953年（昭和28年）西櫓「徴古館」を上田市立博物館に改称。
- 1959年（昭和34年）本丸の櫓3基が長野県宝に指定される。
- 1963年（昭和38年）二の丸に上田市民会館が開館。
- 1965年（昭和40年）上田市立博物館の新館（現・本館）が開館、西櫓は閉鎖。
- 1994年（平成6年） 南櫓と北櫓の間を結ぶ東虎口櫓門と袖塀が古写真を基に復元され、いずれも上田市立博物館の施設の一部となる。南櫓と北櫓の内部公開開始。
- 2006年（平成18年）4月6日 日本100名城（27番）に選定された。
- 2016年（平成28年）1月4日 西櫓の内部公開再開（12月28日まで）。
- 2016年（平成28年）8月-9月 上田市教育委員会により二の丸の発掘調査が行われる。

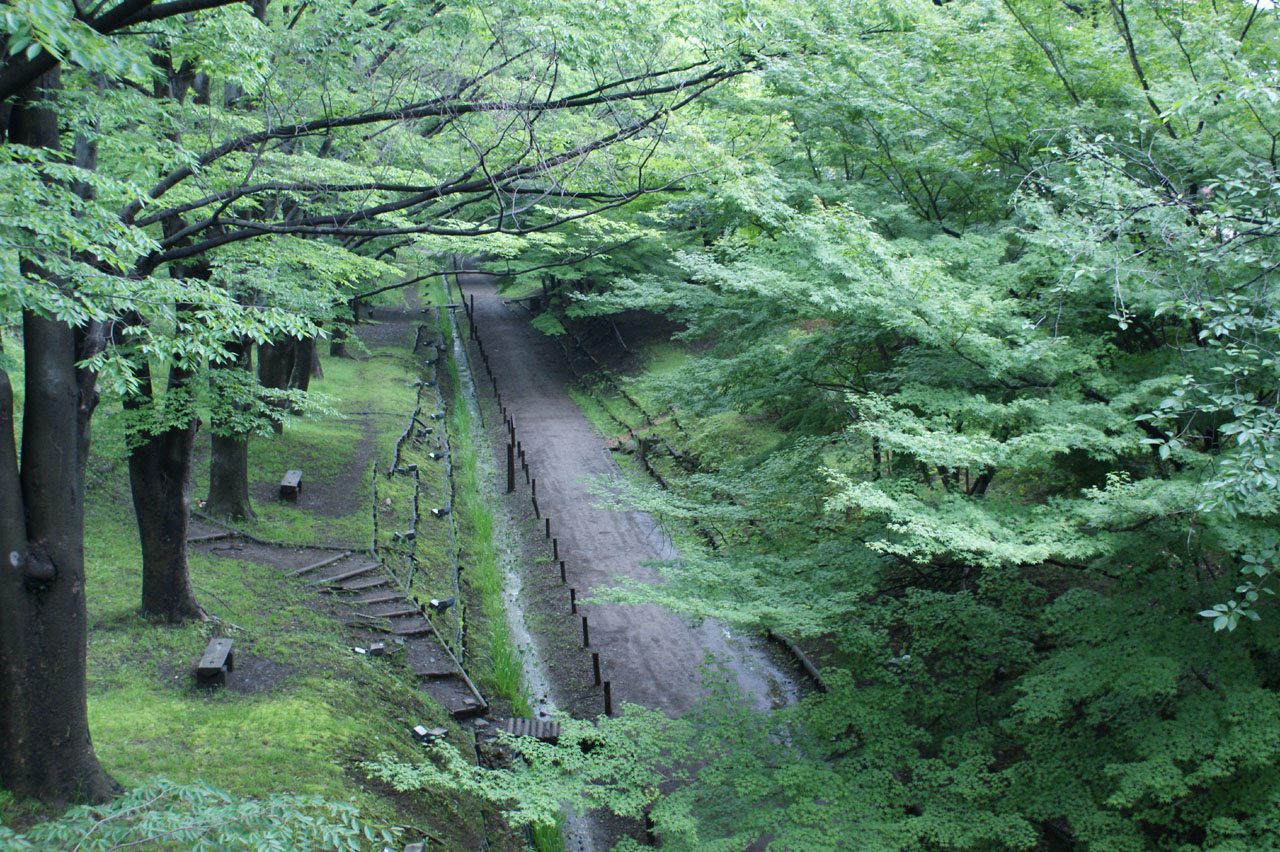
上田城跡公園ケヤキ並木遊歩道
昭和47年まで上田交通真田傍陽線跡。

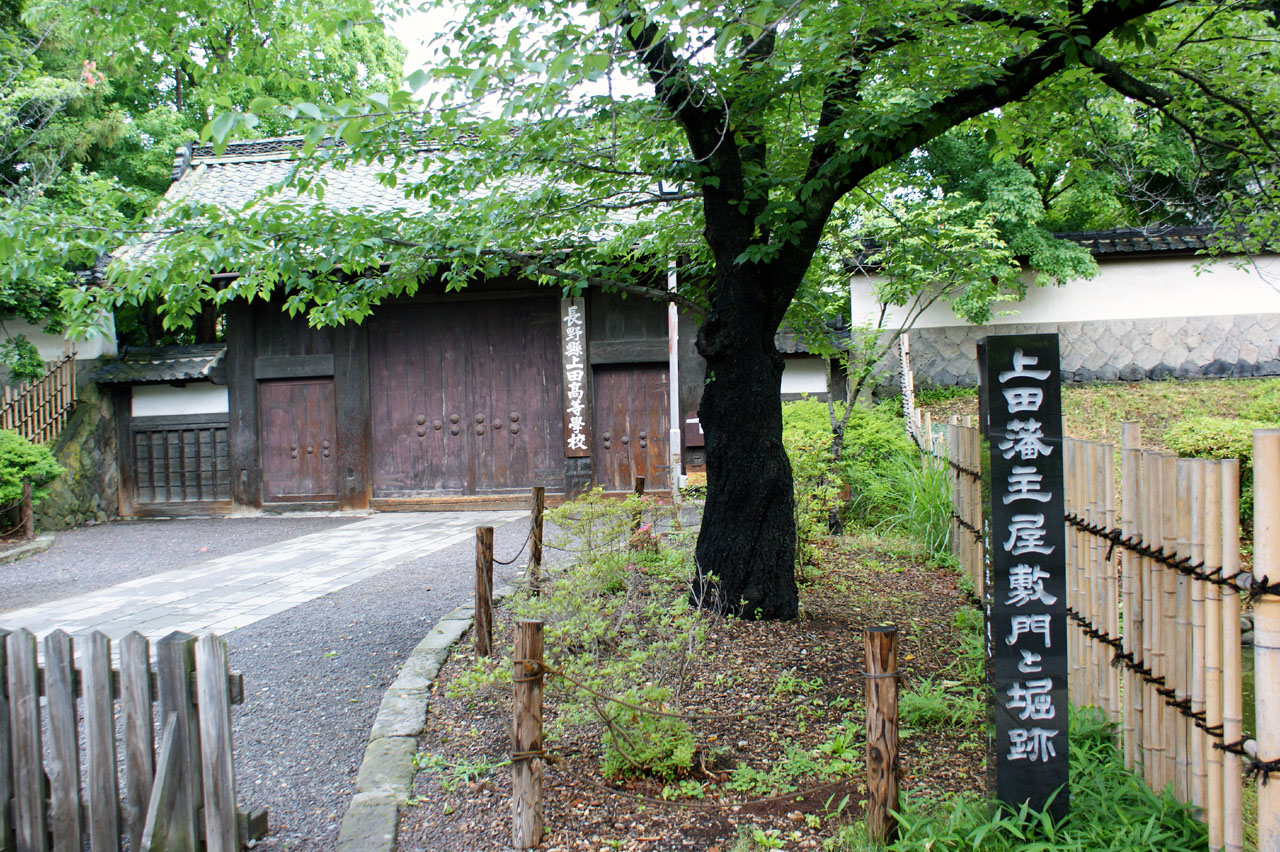
上田城主屋敷門（現上田高校正門）

- 2020年度から 旧上田市民会館建物を解体し、二の丸の復元工事が行われる予定[13]。

## 真田氏の城郭
上田での実際の支配期間は40年ほどであるが、小説『真田太平記』『真田十勇士』や時代劇の舞台として真田氏の居城「上田城」が登場する。戦国期の真田氏城郭にはほかにも以下の城がある。
- 真田氏館
- 真田本城
- 戸石城（砥石城）
- 室賀城 - 連続竪堀や放射状竪堀が確認されているが、天正12年（1584年）に真田氏が室賀地域を領有し、城を現在の姿に改修したと考えられている[14]。
- 塩田城
- 伊勢崎城
- 矢沢城
- 沼田城
- 岩櫃城
- 名胡桃城

## 友好城郭
- 大坂城

2005年（平成17年）10月10日、大阪市と上田市は大阪城天守閣二階会議室で提携書に調印した。

## 現地情報
所在地
- 長野県上田市二の丸

交通アクセス
- 北陸新幹線・しなの鉄道線・上田電鉄別所線上田駅から徒歩約10分[12]

料金
- 大人：250円
- 大学・高校生：180円
- 中学・小学生：60円
- ライトアップ 22時まで
- 2007年（平成19年）6月から全国規模の日本100名城スタンプラリーが開始された。

## 登場する作品など
真田十勇士関係
NHK人形劇版、真田十勇士 (柴田錬三郎・本宮ひろ志の漫画)などに登場。
上記以外
アニメ映画『サマーウォーズ』 - 舞台となる家の門が、上田城の城門を参考に描かれている。
アニメ『おねがい☆ツインズ』 - 登場する陸上競技場の情景には城跡公園のものが用いられている。